# Учеватов, Виктор Николаевич
Виктор Николаевич Учеватов (10 февраля 1983, Ангарск) — российский хоккеист, защитник. Мастер спорта России.

## Биография
В первой лиге первенства России играл за вторую команду ярославского «Торпедо»/«Локомотива». На драфте НХЛ 2001 года был выбран во 2-м раунде под общим 60-м номером клубом «Нью-Джерси Девилз». Играл за клубы АХЛ «Олбани Ривер Рэтс» (2001/02 — 2003/04), Сан-Антонио Рэмпейдж (2003/04 — 2004/05), «Рочестер Американс» (2005/06). В сезоне 2005/06 провёл 13 игр в российской Суперлиге за «Северсталь» Череповец. Сезон 2006/07 отыграл в АХЛ за «Милуоки Эдмиралс», сезон 2007/08 — в ECHL за «Рединг Ройалз». Завершил карьеру в клубе высшей лиги/ВХЛ «Ермак» Ангарск (2008/09 — 2011/12).
Чемпион мира среди юниорских команд 2001.
Во время подготовки Олимпийских игр в Сочи был ассистентом спортивного менеджера на арене «Большой», отвечал за организацию турнира по хоккею с шайбой и паралимпийского турнира по следж-хоккею. Награждён памятной медалью и грамотой за значительный вклад в подготовку и проведение XXII Олимпийских зимних игр и XI Паралимпийских зимних игр 2014 года в Сочи.
Директор ОГБУ «ЦСПСКИО».